# Steve Howey (aktor)
Steve Michael Robert Howey, bardziej znany jako Steve Howey (ur. 12 lipca 1977 w San Antonio w stanie Teksas) – amerykański aktor i producent filmowy.

## Życiorys

### Wczesne lata
Urodził się w San Antonio w Teksasie, spędził kilka lat swojego dzieciństwa mieszkając na łodzi z rodzicami, aż w końcu osiadł na przedmieściach Los Angeles, gdzie uczęszczał do gimnazjum i liceum.
Po przeprowadzce do Denver, zdobył stypendium za dobre wyniki w koszykówce junior college’u w Kolorado, ale stracił zainteresowanie sportem po drugim roku i skupił się na teatrze.

### Kariera
Jego ojciec Bill Howey, trener aktorstwa, pomógł mu zdobyć kilka mniejszych ról telewizyjnych w serialach: Niebieski Pacyfik (Pacific Blue, 1999), Luzik Guzik (Get Real, 2000), Ostry dyżur (ER, 2000), The Drew Carey Show (2000), zanim zaproponowano mu główną rolę Vana Montgomery w serialu TV Reba w 2001 roku. Latem 2010 r. został zaangażowany do roli Kevina „Keva” Balla w serialu Showtime Shameless – Niepokorni. W filmie Game Over, Man! (2018) zagrał homoseksualnego przestępcę.

### Życie prywatne
Poznał swoją żonę, aktorkę Sarah Shahi, na planie serialu Reba, kiedy wystąpił gościnnie w 2004 roku. 7 lutego 2009 r. w Las Vegas wzięli ślub. Mają syna Williama Wolfa (ur. 8 lipca 2009). Znany z rozwiniętej muskulatury. Wspiera osoby LGBT, zabiega o ich równouprawnienie.